# Fusariose do trigo
A  fusariose do trigo é uma doença que ataca o trigo e é causada pelo fungo Fusarium graminearum, o qual é capaz de atacar ainda outros tipos de cereais. Tal fungo foi responsável pelo prejuízo de milhões de dólares na agricultura dos Estados Unidos durante a década de 1990.